# Szalmon

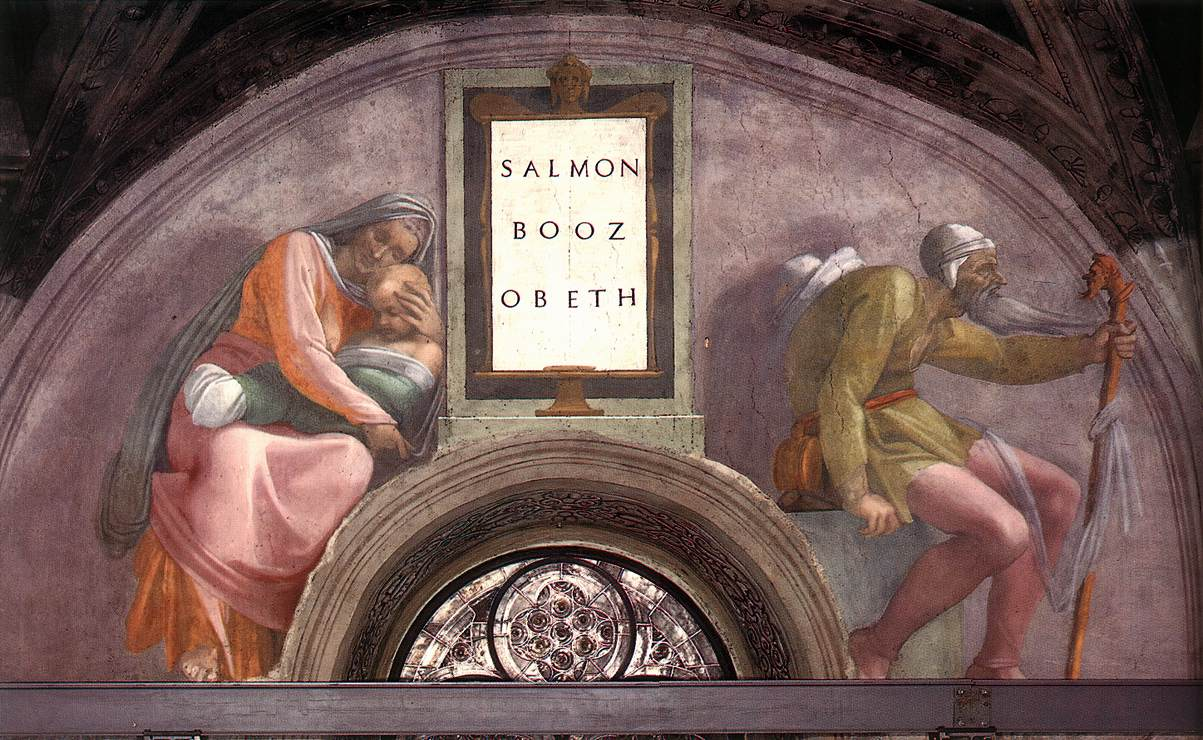
Fresk z Kaplicy Sykstyńskiej z imieniem Salmona

Szalmon, Salmon, Sala (hebr. שַׂלְמָה Salma lub שַׂלְמוֹן Salmon) − postać biblijna, syn Nachszona, ojciec Booza.
Był mężem nierządnicy Rachab, z którą miał syna Booza, pradziada króla Dawida. Wymieniają go Księga Rut oraz 1 Księga Kronik.
Jego imię wymieniane jest przez ewangelistów Mateusza i Łukasza w genealogiach Jezusa.